# Снов (зупинний пункт)
Снов — залізничний зупинний пункт Конотопської дирекції Південно-Західної залізниці.
Розташований біля села Гвоздиківка Сновського району Чернігівської області на лінії Бахмач-Пасажирський — Деревини між станціями Сновськ (7 км) та Камка (6 км).
Станом на лютий 2020 року приміське пасажирське сполучення відсутнє.